# A bocca piena
A bocca piena (The Opening of Misty Beethoven) è un film pornografico statunitense del 1976 diretto da Radley Metzger con lo pseudonimo "Henry Paris", con protagonisti Constance Money, Jamie Gillis, Gloria Leonard e Casey Donovan.
Il film è considerato un classico del cinema porno della cosiddetta "Golden Age of Porn" (l'epoca d'oro del porno) degli anni settanta. Girato tra Roma, Parigi e New York, fu il porno più costoso mai realizzato fino a quel momento.

## Trama
In una rivisitazione in chiave pornografica della commedia teatrale Pigmalione di George Bernard Shaw (e del derivativo My Fair Lady), il film narra le vicende di un sessuologo (Dr. Seymour Love) che prova a trasformare una prostituta (Dolores "Misty" Beethoven) di basso rango in una sofisticata dea del sesso.
Mentre il dottore la istruisce affinché riesca a sedurre un artista omosessuale, la ragazza si innamora invece di lui. Nel proseguimento della storia, Misty si "eleva" più di quanto Love abbia mai sperato, ma alla fine lo abbandona. In seguito Misty ritorna e riprende la relazione con il Dr. Love, ma questa volta a ruoli invertiti, essendo ora lei la dominatrice nel rapporto.

## Produzione
Nel film Henry Higgins (di Pigmalione) viene rimpiazzato dal Dr. Seymour Love, interpretato da Jamie Gillis. Il personaggio di Eliza Doolittle (di Pigmalione) diventa Dolores "Misty" Beethoven, interpretata da Constance Money.

## Distribuzione
Fu uno dei primi film pornografici ad essere distribuito in Italia.
Il Dizionario Mereghetti scheda il film, con una valutazione sostanzialmente positiva (2 stelle su 4), sottolineando la tecnica registica ("montaggio incalzante, musiche indovinate, capacità di unire ritmo e gag da commedia brillante a un trattamento del sesso").

## Riconoscimenti
- Adult Film Association of America:
  - Miglior attore (Jamie Gillis)
  - Miglior regista (Henry Paris)
  - Miglior film